# Kistarcsa
Kistarcsa è una città di 10.557 abitanti situata nella contea di Pest, nell'Ungheria settentrionale.
È stata l'unica città ungherese ad ospitare un campo di concentramento durante la seconda guerra mondiale.